# Чистогорский
Чистого́рский — посёлок (с 1977 по 2004 г. — рабочий посёлок) в Новокузнецком районе Кемеровской области. Является административным центром Терсинского сельского поселения.

## География
Центральная часть населённого пункта расположена на высоте 197 метров над уровнем моря.

## Население
| 1979 | 1989  | 2002  | 2010  | 2021  |
| ---- | ----- | ----- | ----- | ----- |
| 2816 | ↗4600 | ↘4348 | ↗4607 | ↘4379 |

По данным Всероссийской переписи населения 2010 года, в посёлке Чистогорский проживает 4607 человек (2258 мужчин, 2349 женщин).

## Экономика
- ООО СПК «Чистогорский» . На нём в частности выращивается Кемеровская порода свиней, с 2016 — Чистогорская порода свиней.[11]
- ОАО «Славино»
- ОАО Чистогорский
- Новокузнецкий экспериментальный комбикормовый завод

Имеется школа, школа искусств, 2 детских сада, библиотека, больница, дом культуры, в п. Чистогорский расположены фирменные магазины «Мясо», СПК «Чистогорский» и «Молоко и молочные продукты», ООО «Славино». Зарегистрировано 1 предприятие «Сэконд-хэнд».